# 近習
近習（きんじゅ、きんじゅう、きんしゅう）は主君の近くに仕えること。あるいは仕える人のことを指す。「きんしふ」の変化した語。類語、縁語としては近侍、近臣、近習衆、近習番など。